# Tab-sil-Eszarra
Tab-sil-Eszarra (akad. Ṭāb-ṣil-Ešarra, tłum. „Ochrona świątyni E-szara jest dobra”) – wysoki dostojnik pełniący urząd gubernatora Aszur (šakin Libbi-āli) za rządów asyryjskiego króla Sargona II (722-705 p.n.e.); z asyryjskich list i kronik eponimów wiadomo, iż w 716 r. p.n.e. sprawował on również urząd eponima (limmu).